# Sini Manninen
Pour les articles homonymes, voir Manninen.
Sini Manninen, née le 26 août 1944 à Joensuuen Finlande et morte le 23 septembre 2012 à Paris, est une artiste peintre finlandaise, formée à l'Académie des Beaux Arts d'Helsinki.
Elle réalise la plus grande partie de sa production en France où elle s'est installée en 1973, plus précisément à Montmartre. Maîtrisant plusieurs techniques de peinture (huile, acrylique, aquarelle, crayon, fusain), sur des supports variés, l'art naïf reste son style de prédilection.

## Biographie

### Famille et enfance
Fille cadette de Elis Olavi Carolus Manninen et de Elisabeth Budnik, Sini Manninen grandit à Joensuu, en Carélie, où son père officie en tant que pasteur avant d'être membre du Parlement dans les années 1960. Puis, la famille s'installe à quelques kilomètres de la petite ville de Liperi, où la nature et ses couleurs, ainsi que les animaux, seront une source d'inspiration inépuisable pour l'artiste.
En 1965, elle se rend à la capitale pour entrer à l'Académie des Beaux Arts (Suomen taideakatemia) jusqu'en 1969. Elle s'y forme en même temps que d'autres artistes de renommée tels que Saara Tikka, Inari Krohn, Tarja Unkari, Kari Lindström et Risto Vilhunen.
Entre 1970 et 1973, elle part travailler dans une usine de hareng en Norvège pour gagner sa vie et participe à l'Association des jeunes peintres d'Oslo, en Norvège de 1970 à 1977.

### Vie parisienne
En 1973, elle s'installe à Montmartre, à Paris, pour vivre avec son compagnon Jacques Blank, artiste peintre également, qu'elle a rencontré en Norvège,.
A Paris, elle réalise de nombreuses expositions ainsi qu'ailleurs dans le monde. Leur quotidien cependant se passe sur la Place du Tertre à Montmartre où ils peignent et vendent leur production. En 1980, Sini Manninen obtient une bourse de la Fondation Finlandaise de la Cité internationale des arts de Paris.
Cette même année, leur premier enfant voit le jour ; leur deuxième enfant naît en 1982. À la mort de Lucien Blank, le père de Jacques, en 1988, ils décident de chercher un lieu de vie propice à l'épanouissement de leurs enfants et de leur art.

### Vie provinciale
En 1990, la famille déménage à Confolens, petite ville de Charente où elle s'installe durablement. Néanmoins, afin de gagner leur vie, les deux artistes se voient dans l'obligation de garder leur petit logement à Montmartre où ils se rendent très régulièrement pour continuer de travailler sur la Place du Tertre. Sini Manninen peint activement pour des expositions collectives ou privées. 
Par ailleurs, quelques œuvres sont exposées au musée d'art naïf de Vicq, en Ile de France, ainsi qu'au Musée d'art de Matanzas à Cuba. 

## Expositions
1973-1977
- Gallery II, Stavanger, Norvège
- Salon international « Paris Sud »
- Salon d'Automne Paris, France
- Cannes International, France

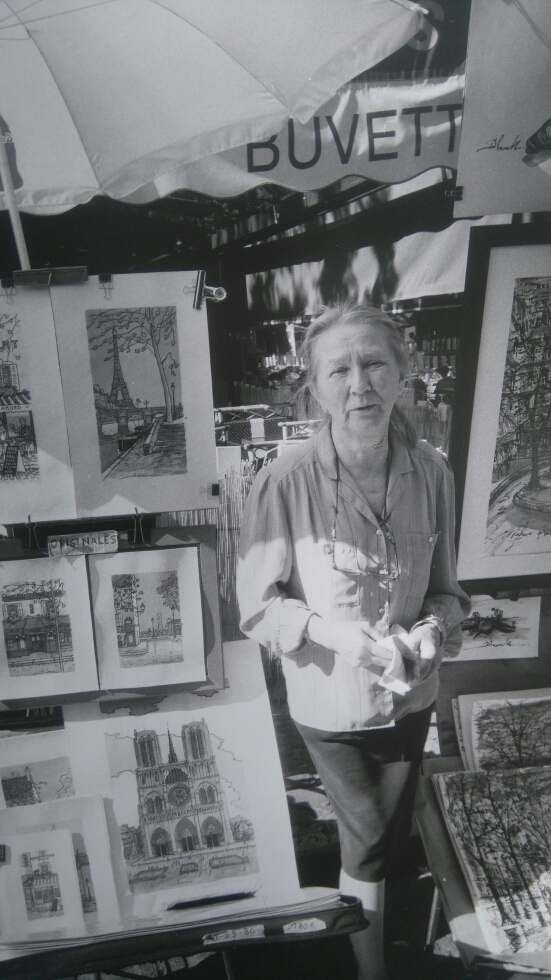
Sini Manninen sur la Place du Tertre à Montmartre en 2012

- XXVe Grand Prix International de Peinture de Deauville, Deauville, France
- Salon International des Beaux Arts, Paris, France
- Salon des indépendants, Paris
- Art Center, Västerås, Suède

1978
- Salon d'automne, Paris, France
- Exposition à la Mairie du IVe arrondissement de Paris, France
- Grand Prix International de Peinture de Deauville, Deauville, France
- Exposition Jeune Peinture - Jeune Expression, Paris
- Exposition Privée « Docent Duk », Stockholm, Suède

1979
- Salon des indépendants, Paris, France
- Salon des artistes français, Paris
- Exposition Jeune Peinture - Jeune Expression, Paris
- Exposition privée à Västerås et Stockholm, Suède

1980
- Exposition à la Mairie du XVIIIe arrondissement de Paris, France
- Salon des indépendants, Paris, France
- Exposition Jeune Peinture - Jeune Expression, Paris
- Exposition privée à Västerås, Suède

1981
- Exposition à la Mairie du XVIIIe arrondissement de Paris, France
- Exposition à l'Atelier 74, Paris
- Exposition à la Mairie du XIIIe arrondissement de Paris, France
- Exposition à la Cité Internationale des Arts de Paris, France
- Exposition Privée, Helsinki, Finlande

1982
- Exposition à la Mairie du XVIIe arrondissement de Paris, France
- Salon des artistes français, Paris
- Exposition Privée, Ibi, Espagne

1985
- Exposition Gallery Lawrence Ross, Los Angeles, États-Unis

1986
- Exposition au Musée d'art Naïf Max Fourny, Paris Montmartre

1988
- Exposition à la Cité internationale des Arts, à Paris,
- XVIIe « Salon », Rueil-Malmaison, Paris

1989
- XVIIIe « Salon », Rueil-Malmaison, Paris, salle Pleyel, Public Show, Paris

1990
- Salon International d'Art Naïf, Marie du IVe arrondissement, Paris

1991
- Exposition des donateurs, Musée de la ville de Matanzas, Cuba

1992
- International Show of Naive Painter Art, Paris
- Private painting Show, Galerie Cheize d'Or, Poitiers

1993
- Exposition « 3 en 1 », mairie de Confolens, Charente, France
- European Naifs, Holdsworth Galleries, Australie
- IIIe Exposition internationale de Pontivy, France

1994
- International Show of Naive Painter Art, Paris
- Exposition privée, Galerie Cheize d'Or, Poitiers

1995
- Ve Exposition Internationale de Pontivy, France
- Exposition privée, Galerie Bröms, Helsinki, Finlande

1996
- Exposition privée, Galerie Cheize d'Or, Poitiers

1997
- Exposition privée, Alicante, Espagne
- Study Benaiton, Angoulême, France

1998
- Exposition privée, Ravintola Pyysaari, Helsinki, Finlande

1999
- Exposition collective, CNBDI, Angoulême, France
- Exposition privée, Alicante, Espagne
- Exposition privée, Confolens, Charente, France

1999-2002
- Exposition Gallery Broms, Liperi, Finlande

2002
- Exposition collective d'Art Naïf, Saint-Junien, France

2003
- Exposition privée, Ravintola Pyysaari, Helsinki, Finlande

2005
- Exposition privée, Galerie Broms, Helsinki, Finlande

2006
- Festival d'Art Naïf, Saint Junien
- Exposition collective d'Art Naïf de Montivilliers, France
- Festival d'Art Naïf, Verneuil-sur-Avre

2011
- Exposition collective, La Balade des Naïfs, The Connoisseur's Gallery, Paris VIe arrondissement[8]

2012
- Exposition collective, Association Art Montmartre, salle paroissiale de l'église Saint-Pierre de Montmartre

2013
- Exposition privée, Ravintola Pyysaari, Helsinki, Finlande

2017
- Exposition privée, galerie de la Fontorse, Confolens
- Exposition privée, Mairie de Confolens

2018
- Exposition privée, galerie de la Fontorse, Confolens
- Exposition privée, Maison des créateurs[9], Saint-Germain-de-Confolens

2019
- Exposition privée, Maison des créateurs[10], Saint Germain de Confolens
- Exposition privée, galerie de la Fontorse, Confolens

2020
- Exposition privée, Ferme Saint Michel, Confolens

2022
- Exposition privée, Päivilän Sanktuari, Liperi, Finlande

## Postérité
Ses proches et des collectionneurs décident en juin 2018 de créer l'association Sini's Heart in Art afin de faire connaître l'artiste et de continuer à diffuser son œuvre.